# La Liga 2018/2019
La Liga 2018/2019 var den 88:e säsongen av La Liga, Spaniens högsta division i fotboll för herrar. Säsongen inleddes den 17 augusti 2018 och gick till och med den 26 maj 2019.
Barcelona är försvarande mästare, medan Huesca, Rayo Vallecano och Real Valladolid flyttades upp från Segunda División 2017/2018. För första gången någonsin deltar Madridregionen med fem lag i La Liga; av andra spanska regioner har Baskien (på 1930-talet) och Andalusien (under senare år) tidigare klarat av samma sak.

## Lag
20 lag deltar i ligan. Detta motsvarar de 17 bäst placerade lagen från den föregående säsongen samt tre lag uppflyttade från Segunda División.

### Arenor
| Lag             | Region             | Ort             | Arena                   | Kapacitet |
| --------------- | ------------------ | --------------- | ----------------------- | --------- |
| Alavés          | Baskien            | Vitoria-Gasteiz | Mendizorrotza           | 19 840    |
| Athletic Bilbao | Baskien            | Bilbao          | Estadio San Mamés       | 53 289    |
| Atlético Madrid | Madrid             | Madrid          | Wanda Metropolitano     | 67 703    |
| Barcelona       | Katalonien         | Barcelona       | Camp Nou                | 99 354    |
| Celta Vigo      | Galicien           | Vigo            | Balaídos                | 29 000    |
| Eibar           | Baskien            | Eibar           | Ipurua                  | 7 083     |
| Espanyol        | Katalonien         | Barcelona       | Estadi Cornellà-El Prat | 40 500    |
| Getafe          | Madrid             | Getafe          | Coliseum Alfonso Pérez  | 17 000    |
| Girona          | Katalonien         | Girona          | Montilivi               | 13 500    |
| Huesca          | Aragonien          | Huesca          | El Alcoraz              | 5 500     |
| Leganés         | Madrid             | Leganés         | Butarque                | 10 922    |
| Levante         | Valencia           | Valencia        | Ciutat de València      | 26 354    |
| Rayo Vallecano  | Madrid             | Madrid          | Vallecas                | 14 708    |
| Real Betis      | Andalusien         | Sevilla         | Benito Villamarín       | 60 720    |
| Real Madrid     | Madrid             | Madrid          | Santiago Bernabéu       | 81 044    |
| Real Sociedad   | Baskien            | San Sebastián   | Anoeta                  | 32 000    |
| Sevilla         | Andalusien         | Sevilla         | Ramón Sánchez Pizjuán   | 42 714    |
| Valencia        | Valencia           | Valencia        | Mestalla                | 49 500    |
| Valladolid      | Kastilien och León | Valladolid      | José Zorrilla           | 26 512    |
| Villarreal      | Valencia           | Villarreal      | Estadio de la Cerámica  | 24 890    |

### Klubbinformation
| Lag             | Tränare              | Kapten             | Ställtillverkare | Tröjsponsor                                                          |
| --------------- | -------------------- | ------------------ | ---------------- | -------------------------------------------------------------------- |
| Alavés          | Abelardo Fernández   | Manu García        | Kelme            | Integra Energía                                                      |
| Athletic Bilbao | Gaizka Garitano      | Markel Susaeta     | New Balance      | Kutxabank                                                            |
| Atlético Madrid | Diego Simeone        | Gabi               | Nike             | Plus500                                                              |
| Barcelona       | Ernesto Valverde     | Lionel Messi       | Nike             | Rakuten, Unicef, Beko                                                |
| Celta Vigo      | Fran Escribá         | Hugo Mallo         | Adidas           | Estrella Galicia 0,0, Luckia, Abanca                                 |
| Eibar           | José Luis Mendilibar | Dani García        | Puma             | AVIA, Wiko                                                           |
| Espanyol        | Rubi                 | Javi López         | Kelme            | Riviera Maya, innJoo                                                 |
| Getafe          | José Bordalás        | Jorge Molina       | Joma             | Tecnocasa Group, Granitos Buenavista                                 |
| Girona          | Eusebio Sacristán    | Áxel Granell       | Umbro            | Orgull Gironí, Costa Brava                                           |
| Huesca          | Francisco            | Juanjo Camacho     | Bemiser          | Simply Supermercados                                                 |
| Leganés         | Mauricio Pellegrino  | Jon Ander Serantes | Joma             | GoldenPark, Sambil Outlet Madrid, BeSoccer, Elephone                 |
| Levante         | Paco López           | Pedro López        | Macron           | Jawwy, València, Baleària                                            |
| Rayo Vallecano  | Míchel               | Adri Embarda       | Kelme            | Bufete Rosales                                                       |
| Real Betis      | Quique Setién        | Joaquín            | Kappa            | Greenearth, Estadio Benito Villamarín, Wiko, Reale Seguros, BeSoccer |
| Real Madrid     | Zinedine Zidane      | Sergio Ramos       | Adidas           | Emirates                                                             |
| Real Sociedad   | Imanol Alguacil      | Imanol Agirretxe   | Macron           | Euskaltel, Kutxabank, Reale Seguros                                  |
| Sevilla         | Joaquín Caparrós     | Nicolás Pareja     | Nike             | Playtika, #Cordiality                                                |
| Valencia        | Marcelino            | Daniel Parejo      | Adidas           | BLU, beIN Sports, Sasderma, Alfa Romeo                               |
| Valladolid      | Sergio González      | Javi Moyano        | Hummel           | Cuatro Rayas                                                         |
| Villarreal      | Javier Calleja       | Bruno              | Joma             | Pamesa Cerámica                                                      |

### Tränarförändringar
| Lag             | Dåvarande tränare  | Anledning till förändring     | Datum            | Ligaposition | Ny tränare          | Anställningsdatum |
| --------------- | ------------------ | ----------------------------- | ---------------- | ------------ | ------------------- | ----------------- |
| Celta Vigo      | Juan Carlos Unzué  | Avskedad                      | 21 maj 2018      | Försäsong    | Antonio Mohamed     | 22 maj 2018       |
| Girona          | Pablo Machín       | Värvad av Sevilla             | 28 maj 2018      | Försäsong    | Eusebio Sacristán   | 7 juni 2018       |
| Real Madrid     | Zinedine Zidane    | Pensionerad                   | 31 maj 2018      | Försäsong    | Julen Lopetegui     | 12 juni 2018      |
| Real Sociedad   | Imanol Alguacil    | Utgånget kontrakt             | 30 juni 2018     | Försäsong    | Asier Garitano      | 24 maj 2018       |
| Huesca          | Rubi               | Utgånget kontrakt             | 30 juni 2018     | Försäsong    | Leo Franco          | 28 maj 2018       |
| Sevilla         | Joaquín Caparrós   | Tillfälligt kontrakt utgånget | 30 juni 2018     | Försäsong    | Pablo Machín        | 28 maj 2018       |
| Espanyol        | David Gallego      | Tillfälligt kontrakt utgånget | 30 juni 2018     | Försäsong    | Rubi                | 3 juni 2018       |
| Leganés         | Asier Garitano     | Värvad av Real Sociedad       | 30 juni 2018     | Försäsong    | Mauricio Pellegrino | 2 juni 2018       |
| Athletic Bilbao | José Ángel Ziganda | Avgick i samförstånd          | 30 juni 2018     | Försäsong    | Eduardo Berizzo     | 31 maj 2018       |
| Huesca          | Leo Franco         | Sparkad                       | 9 oktober 2018   | 20:e         | Francisco           | 10 oktober 2018   |
| Real Madrid     | Julen Lopetegui    | Sparkad                       | 29 oktober 2018  | 9:e          | Santiago Solari     | 30 oktober 2018   |
| Celta Vigo      | Antonio Mohamed    | Sparkad                       | 12 november 2018 | 14:e         | Miguel Cardoso      | 12 november 2018  |
| Athletic Bilbao | Eduardo Berizzo    | Sparkad                       | 4 december 2018  | 18:e         | Gaizka Garitano     | 4 december 2018   |
| Villarreal      | Javier Calleja     | Sparkad                       | 10 december 2018 | 17:e         | Luis García         | 10 december 2018  |
| Real Sociedad   | Asier Garitano     | Sparkad                       | 26 december 2018 | 15:e         | Imanol Alguacil     | 26 december 2018  |
| Villarreal      | Luis García        | Sparkad                       | 29 januari 2019  | 19:e         | Javier Calleja      | 29 januari 2019   |
| Celta Vigo      | Miguel Cardoso     | Sparkad                       | 3 mars 2019      | 17:e         | Fran Escribá        | 3 mars 2019       |
| Real Madrid     | Santiago Solari    | Sparkad                       | 11 mars 2019     | 3:e          | Zinedine Zidane     | 11 mars 2019      |
| Sevilla         | Pablo Machín       | Sparkad                       | 15 mars 2019     | 6:e          | Joaquín Caparrós    | 15 mars 2019      |

## Tabeller

### Poängtabell
| Nr | Lag                 | S  | V  | O  | F  | GM | IM | MS  | P  |
| -- | ------------------- | -- | -- | -- | -- | -- | -- | --- | -- |
| 1  | Barcelona (RM)      | 38 | 26 | 9  | 3  | 90 | 36 | +54 | 87 |
| 2  | Atlético Madrid     | 38 | 22 | 10 | 6  | 55 | 29 | +26 | 76 |
| 3  | Real Madrid         | 38 | 21 | 5  | 12 | 63 | 46 | +17 | 68 |
| 4  | Valencia            | 38 | 15 | 16 | 7  | 51 | 35 | +16 | 61 |
| 5  | Getafe              | 38 | 15 | 14 | 9  | 48 | 35 | +13 | 59 |
| 6  | Sevilla             | 38 | 17 | 8  | 13 | 62 | 47 | +15 | 59 |
| 7  | Espanyol            | 38 | 14 | 11 | 13 | 48 | 50 | −2  | 53 |
| 8  | Athletic Bilbao     | 38 | 13 | 14 | 11 | 41 | 45 | −4  | 53 |
| 9  | Real Sociedad       | 38 | 13 | 11 | 14 | 45 | 46 | −1  | 50 |
| 10 | Real Betis          | 38 | 14 | 8  | 16 | 44 | 52 | −8  | 50 |
| 11 | Alavés              | 38 | 13 | 11 | 14 | 39 | 50 | −11 | 50 |
| 12 | Eibar               | 38 | 11 | 14 | 13 | 46 | 50 | −4  | 47 |
| 13 | Leganés             | 38 | 11 | 12 | 15 | 37 | 43 | −6  | 45 |
| 14 | Villarreal          | 38 | 10 | 14 | 14 | 49 | 52 | −3  | 44 |
| 15 | Levante             | 38 | 11 | 11 | 16 | 59 | 66 | −7  | 44 |
| 16 | Real Valladolid (U) | 38 | 10 | 11 | 17 | 32 | 51 | −19 | 41 |
| 17 | Celta Vigo          | 38 | 10 | 11 | 17 | 53 | 62 | −9  | 41 |
| 18 | Girona              | 38 | 9  | 10 | 19 | 37 | 53 | −16 | 37 |
| 19 | Huesca (U)          | 38 | 7  | 12 | 19 | 43 | 65 | −22 | 33 |
| 20 | Rayo Vallecano (U)  | 38 | 8  | 8  | 22 | 41 | 70 | −29 | 32 |

### Resultattabell
| Hemma \ Borta   | ALA | ATH | ATM | BAR | CEL | EIB | ESP | GET | GIR | HUE | LEG | LEV | RAY | RBE | RMA | RSO | SEV | VAL | VLD | VIL |
| Alavés          | —   | 0–0 | 0–4 | 0–2 | 0–0 | 1–1 | 2–1 | 1–1 | 2–1 | 2–1 | 1–1 | 2–0 | 0–1 | 0–0 | 1–0 | 0–1 | 1–1 | 2–1 | 2–2 | 2–1 |
| Athletic Bilbao | 1–1 | —   | 2–0 | 0–0 | 3–1 | 1–0 | 1–1 | 1–1 | 1–0 | 2–2 | 2–1 | 3–2 | 3–2 | 1–0 | 1–1 | 1–3 | 2–0 | 0–0 | 1–1 | 0–3 |
| Atlético Madrid | 3–0 | 3–2 | —   | 1–1 | 2–0 | 1–1 | 1–0 | 2–0 | 2–0 | 3–0 | 1–0 | 1–0 | 1–0 | 1–0 | 1–3 | 2–0 | 1–1 | 3–2 | 1–0 | 2–0 |
| Barcelona       | 3–0 | 1–1 | 2–0 | —   | 2–0 | 3–0 | 2–0 | 2–0 | 2–2 | 8–2 | 3–1 | 1–0 | 3–1 | 3–4 | 5–1 | 2–1 | 4–2 | 2–2 | 1–0 | 2–0 |
| Celta Vigo      | 0–1 | 1–2 | 2–0 | 2–0 | —   | 4–0 | 1–1 | 1–1 | 2–1 | 2–0 | 0–0 | 1–4 | 2–2 | 0–1 | 2–4 | 3–1 | 1–0 | 1–2 | 3–3 | 3–2 |
| Eibar           | 2–1 | 1–1 | 0–1 | 2–2 | 1–0 | —   | 3–0 | 2–2 | 3–0 | 1–2 | 1–0 | 4–4 | 2–1 | 1–0 | 3–0 | 2–1 | 1–3 | 1–1 | 1–2 | 0–0 |
| Espanyol        | 2–1 | 1–0 | 3–0 | 0–4 | 1–1 | 1–0 | —   | 1–1 | 1–3 | 1–1 | 1–0 | 1–0 | 2–1 | 1–3 | 2–4 | 2–0 | 0–1 | 2–0 | 3–1 | 3–1 |
| Getafe          | 4–0 | 1–0 | 0–2 | 1–2 | 3–1 | 2–0 | 3–0 | —   | 2–0 | 2–1 | 0–2 | 0–1 | 2–1 | 2–0 | 0–0 | 1–0 | 3–0 | 0–1 | 0–0 | 2–2 |
| Girona          | 1–1 | 1–2 | 1–1 | 0–2 | 3–2 | 2–3 | 1–2 | 1–1 | —   | 0–2 | 0–0 | 1–2 | 2–1 | 0–1 | 1–4 | 0–0 | 1–0 | 2–3 | 0–0 | 0–1 |
| Huesca          | 1–3 | 0–1 | 0–3 | 0–0 | 3–3 | 2–0 | 0–2 | 1–1 | 1–1 | —   | 2–1 | 2–2 | 0–1 | 2–1 | 0–1 | 0–1 | 2–1 | 2–6 | 4–0 | 2–2 |
| Leganés         | 1–0 | 0–1 | 1–1 | 2–1 | 0–0 | 2–2 | 0–2 | 1–1 | 0–2 | 1–0 | —   | 1–0 | 1–0 | 3–0 | 1–1 | 2–2 | 1–1 | 1–1 | 1–0 | 0–1 |
| Levante         | 2–1 | 3–0 | 2–2 | 0–5 | 1–2 | 2–2 | 2–2 | 0–0 | 2–2 | 2–2 | 2–0 | —   | 4–1 | 4–0 | 1–2 | 1–3 | 2–6 | 2–2 | 2–0 | 0–2 |
| Rayo Vallecano  | 1–5 | 1–1 | 0–1 | 2–3 | 4–2 | 1–0 | 2–2 | 1–2 | 0–2 | 0–0 | 1–2 | 2–1 | —   | 1–1 | 1–0 | 2–2 | 1–4 | 2–0 | 1–2 | 2–2 |
| Real Betis      | 1–1 | 2–2 | 1–0 | 1–4 | 3–3 | 1–1 | 1–1 | 1–2 | 3–2 | 2–1 | 1–0 | 0–3 | 2–0 | —   | 1–2 | 1–0 | 1–0 | 1–2 | 0–1 | 2–1 |
| Real Madrid     | 3–0 | 3–0 | 0–0 | 0–1 | 2–0 | 2–1 | 1–0 | 2–0 | 1–2 | 3–2 | 4–1 | 1–2 | 1–0 | 0–2 | —   | 0–2 | 2–0 | 2–0 | 2–0 | 3–2 |
| Real Sociedad   | 0–1 | 2–1 | 0–2 | 1–2 | 2–1 | 1–1 | 3–2 | 2–1 | 0–0 | 0–0 | 3–0 | 1–1 | 2–2 | 2–1 | 3–1 | —   | 0–0 | 0–1 | 1–2 | 0–1 |
| Sevilla         | 2–0 | 2–0 | 1–1 | 2–4 | 2–1 | 2–2 | 2–1 | 0–2 | 2–0 | 2–1 | 0–3 | 5–0 | 5–0 | 3–2 | 3–0 | 5–2 | —   | 0–1 | 1–0 | 0–0 |
| Valencia        | 3–1 | 2–0 | 1–1 | 1–1 | 1–1 | 0–1 | 0–0 | 0–0 | 0–1 | 2–1 | 1–1 | 3–1 | 3–0 | 0–0 | 2–1 | 0–0 | 1–1 | —   | 1–1 | 3–0 |
| Valladolid      | 0–1 | 1–0 | 2–3 | 0–1 | 2–1 | 0–0 | 1–1 | 2–2 | 1–0 | 1–0 | 2–4 | 2–1 | 0–1 | 0–2 | 1–4 | 1–1 | 0–2 | 0–2 | —   | 0–0 |
| Villarreal      | 1–2 | 1–1 | 1–1 | 4–4 | 2–3 | 1–0 | 2–2 | 1–2 | 0–1 | 1–1 | 2–1 | 1–1 | 3–1 | 2–1 | 2–2 | 1–2 | 3–0 | 0–0 | 0–1 | —   |

## Statistik

### Skytteligan
| Rank | Spelare           | Klubb           | Mål |
| ---- | ----------------- | --------------- | --- |
| 1    | Lionel Messi      | Barcelona       | 36  |
| 2    | Karim Benzema     | Real Madrid     | 21  |
| 2    | Luis Suárez       | Barcelona       | 21  |
| 4    | Iago Aspas        | Celta Vigo      | 20  |
| 5    | Cristhian Stuani  | Girona          | 19  |
| 6    | Wissam Ben Yedder | Sevilla         | 18  |
| 7    | Borja Iglesias    | Espanyol        | 17  |
| 8    | Antoine Griezmann | Atlético Madrid | 15  |
| 9    | Charles           | Eibar           | 14  |
| 9    | Raúl de Tomás     | Rayo Vallecano  | 14  |
| 9    | Jaime Mata        | Getafe          | 14  |
| 9    | Jorge Molina      | Getafe          | 14  |

### Assistligan
| Rank | Spelare           | Klubb           | Assist |
| ---- | ----------------- | --------------- | ------ |
| 1    | Lionel Messi      | Barcelona       | 13     |
| 1    | Pablo Sarabia     | Sevilla         | 13     |
| 3    | Santi Cazorla     | Villarreal      | 10     |
| 3    | Jony              | Alavés          | 10     |
| 5    | Wissam Ben Yedder | Sevilla         | 9      |
| 5    | José Campaña      | Levante         | 9      |
| 5    | Antoine Griezmann | Atlético Madrid | 9      |
| 8    | Jordi Alba        | Barcelona       | 8      |
| 9    | Moi Gómez         | Huesca          | 7      |
| 9    | Brais Méndez      | Celta Vigo      | 7      |
| 9    | Dani Parejo       | Valencia        | 7      |
| 9    | Sergi Roberto     | Barcelona       | 7      |